# Sikker Internet Dag
Sikker Internet Dag (SID) er et internet-videncenter oprettet af Medierådet for Børn og Unge, med det formål at skabe opmærksomhed og informere omkring sikker brug af internettet og nye teknologier samt at udruste forældre og lærere med brugbar viden. 
Videncenteret vil  eksempelvis koncentrere sig om onlinespil, ny mobilteknologi, hotlines, filtre, sociale netværksteknologier, chat og Instant messaging.
Der afholdes hvert år Sikker Internet Dag over hele verden, med rod i initiativtageren, EUs Safer Internet Plus Programme  . 
Dagen sætter fokus på privatlivsbeskyttelse for børn og unge online, og blev fejret i 100 lande verden over den 5. februar 2013.

## Samarbejdspartnere

### 2010
- Aalborg Universitet
- AMOK anti-mobbekonsulenter
- Styrelsen for Bibliotek og Medier
- Børnekulturens Netværk
- Børnerådet
- Børns Vilkår
- Center for Ludomani
- Copenhagen Business School
- Gaming School
- Cyberhus
- Crossroads Copenhagen
- DPU Aarhus Universitet
- ITEK/Dansk Industri
- Digital Rights
- Egmont Serieforlaget
- FDIM Foreningen af Danske Internet Medier
- Forbrugerombudsmanden
- Forbrugerrådet
- Institut for Menneskerettigheder
- IT-Brancheforeningen
- IT- og Telestyrelsen
- KLF, Kirke & Medier
- Microsoft
- Red Barnet
- Råd for IT- og Persondatasikkerhed
- Skole og Samfund
- Syddansk Universitet
- ButWhy
- Jon Lund
- Ungdomsringen
- UNI-C/EMU/Undervisningsministeriet
- Teknologirådet
- Telenor

## Ekstern henvisninger og kilder
- Sikker Internets hjemmeside Arkiveret 6. november 2018 hos  Wayback Machine (dansk)
- Sikker Internet Dags globale hjemmeside Arkiveret 13. januar 2022 hos  Wayback Machine (engelsk) (dansk)
- Sikker Internet Dags globale hjemmeside Arkiveret 3. december 2013 hos  Wayback Machine (engelsk)